# Ribari (Šabac)
Pour les articles homonymes, voir Ribari.
Ribari (en serbe cyrillique : Рибари) est une localité de Serbie située sur le territoire de la ville de Šabac, district de Mačva. Au recensement de 2011, elle comptait 1 749 habitants.
Ribari, officiellement classé parmi les villages de Serbie, est situé sur les bords du Jerez, un affluent de la Save.

## Démographie

### Évolution historique de la population
| 1948  | 1953  | 1961  | 1971  | 1981  | 1991  | 2002  | 2011  |
| ----- | ----- | ----- | ----- | ----- | ----- | ----- | ----- |
| 1 772 | 1 956 | 2 108 | 2 086 | 2 206 | 2 161 | 2 131 | 1 749 |

|  |